# ديباج
الدِّيباج هو نَسيج مِنَ الحرير الأَصيلِ، مُلَوَّنٌ أَلْواناً مُخْتَلِفَةً وتصنع منه ثِياب ظاهرها وباطنها من الحرير، وهو لفظ فارسي معرب.
| مسار = https://www.almaany.com/ar/dict/ar-ar/%D8%A7%D9%84%D8%AF%D9%8A%D8%A8%D8%A7%D8%AC/
| عنوان = تعريف و شرح و معنى الديباج بالعربي في معاجم اللغة العربية معجم المعاني الجامع، المعجم الوسيط ،اللغة العربية المعاصر ،الرائد ،لسان العرب ،القاموس المحيط - معجم عربي عربي صفحة 1
| موقع = www.almaany.com
| لغة = en
| تاريخ الوصول = 2023-01-15
| الأخير = Team
| الأول = Almaany
}}</ref>